# Trilogia del Mariachi
La cosiddetta Trilogia del Mariachi, altrimenti conosciuta come Trilogia del Messico e Trilogia del Desperado, comprende tre film di Robert Rodriguez realizzati tra il 1992 e il 2003 per i quali è stato coniato il genere burrito-western.

## I tre film
- El mariachi (1992)
- Desperado (1995)
- C'era una volta in Messico (2003)

I tre film diedero vita e furono il modello per il genere burrito-western, che però sembra non ebbe nessun ulteriore sviluppo dopo la trilogia.

## Personaggi
- El Mariachi, interpretato nel primo film da Carlos Gallardo e negli altri da Antonio Banderas; è un suonatore di chitarra che viene scambiato per un criminale.
- Carolina, interpretata da Salma Hayek nel secondo e nel terzo film; è una bibliotecaria che conosce casualmente El Mariachi.

## Altri personaggi
- Rubén Blades: Jorge Ramirez
- Steve Buscemi: Buscemi
- Willem Dafoe: Armando Barillo
- Joaquim de Almeida: Bucho
- Johnny Depp: Sheldon Jeffrey Sands
- Consuelo Gómez: Domino
- Enrique Iglesias: Lorenzo
- Marco Leonardi: Fideo
- Peter Marquardt: Mauricio "Moco"
- Reinol Martinez: Azul
- Eva Mendes: Ajedrez
- Mickey Rourke: Billy Chambers
- Quentin Tarantino: uomo del pick up
- Danny Trejo: Navajas (in Desperado); Cucuy (in C'era una volta in Messico)